# إياد جمال الدين
إياد جمال الدين (مواليد 1961) هو سياسي وعالم دين ومفكر عراقي. كان ينتمي إلى حزب الأحرار المنخرط في القائمة العراقية وشغل منصب نائب في مجلس النواب العراقي للفترة من 2005 حتى 2010 عن محافظة ذي قار.
ولد إياد رؤوف محمد جمال الدين في مدينة النجف عام 1961 لعائلة تنحدر من الناصرية في جنوب العراق. خرج من العراق عام 1979 إلي سوريا ومن ثم إلي إيران التي درس فيها العلوم الدينية والبحث الخارج لمدة 8 سنوات كما درس الفلسفة والتصوف. وقد ذهب إلى الإمارات العربية المتحدة في عام 1995 بناء على دعوة من شيعة في دبي وبقي هناك حتي عاد إلى العراق عام 2003 مع سقوط نظام صدام حسين.
نجا إياد جمال الدين من أربع محاولات اغتيال فاشلة ويرى أن الديموقراطية يجب أن تفرض بالقوة. ويعارض إنشاء دولة ذات نظام ديني أو ما يسمى بولاية الفقيه عند الشيعة ويدعو إلى إقامة دولة علمانية بعيدة عن تدخل المرجعيات وتضمن حرية الاقلياتُِ. كما ينتقد الأنظمة العربية والشعوب العربية التي يرى أنها تعتنق إسلامًا محرفًا يحرض على الإرهاب ويساندةُ.